# Blackberry Smoke
Blackberry Smoke é uma banda norte-americana de country rock formada em Atlanta, Geórgia, em 2000. A formação consiste em Charlie Starr (vocal), Richard Turner (baixo), Paul Jackson (guitarra) e Brandon Still (teclado). O irmão de Richard, Brit Turner, era o baterista da banda antes de sua morte em março de 2024. Em 2018, eles incluíram outros membros, exclusivamente de turnês, Benji Shanks (guitarra) e Preston Holcomb (percussão). Até o momento, o grupo lançou num total de oito álbuns de estúdio, dois álbuns ao vivo e cinco EP's.

## História
Blackberry Smoke teve sua origem em Atlanta, Geórgia. Foi o primeiro grupo musical a conquistar o primeiro lugar nas paradas de sucesso dos álbuns country da Billboard na história moderna. Seu álbum de estreia, Bad Luck Ain't No Crime, foi lançado em 2003. Seu segundo álbum, Little Piece of Dixie, foi lançado em 2009 e publicado pela Paste e diversos outros meios de divulgação na época.
Em 2015, Blackberry Smoke se tornou o primeiro grupo independente a dispor um álbum, Holding All The Roses, alcançando o primeiro lugar nos álbuns country da Billboard. Esta foi a primeira vez que um artista ou banda não convencional foi capaz de alcançar esse feito na era moderna. O álbum de 2016 do Blackberry Smoke, Like An Arrow, fez o mesmo. Eles realizaram turnês pelos Estados Unidos, Europa, Austrália e América do Sul. Eles se apresentaram ao lado de vários artistas, como Guns n' Roses, Zac Brown Band, ZZ Top, Eric Church e Lynyrd Skynyrd.

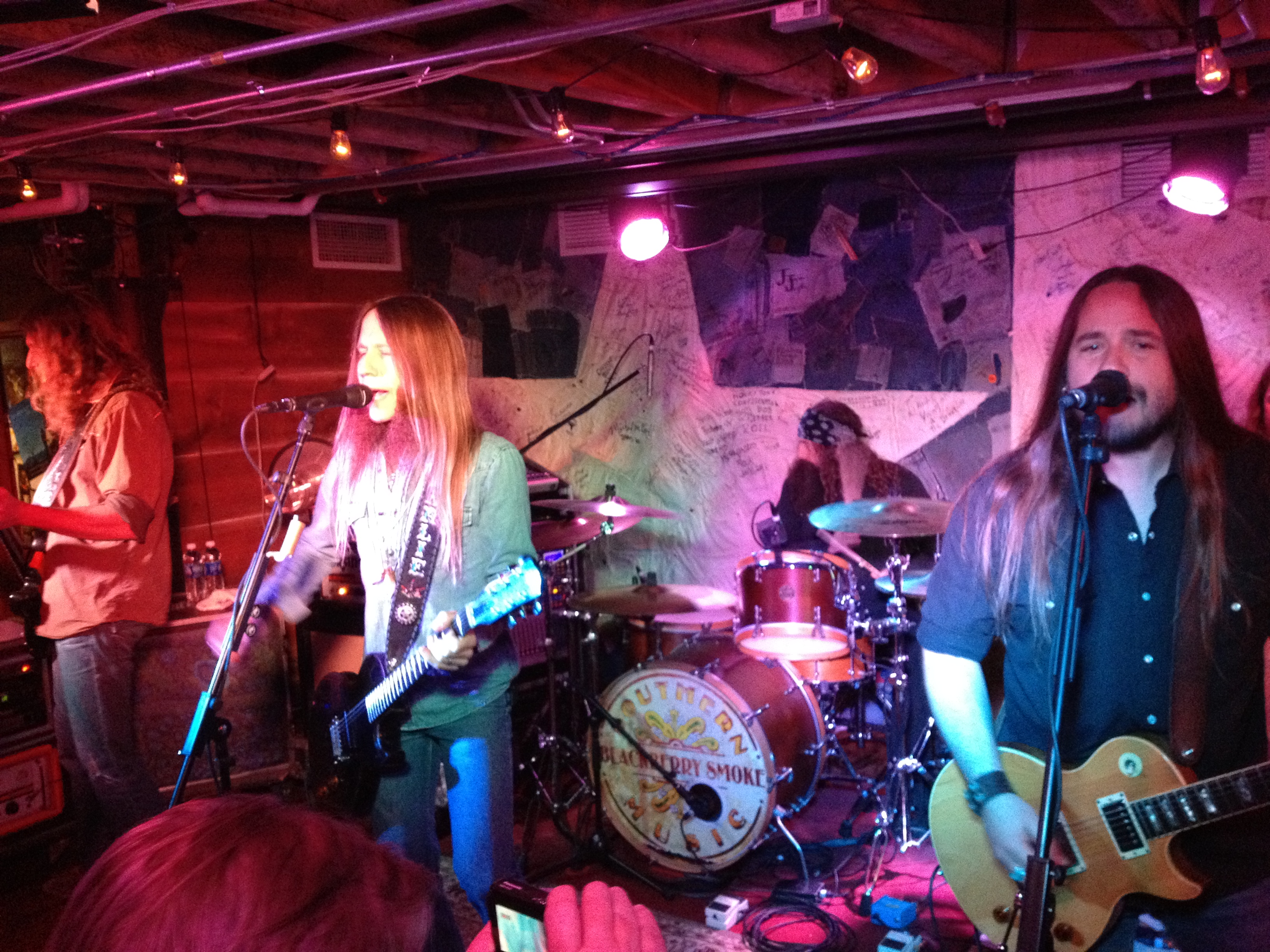
A banda se apresentando em 2012

A banda obteve sucesso nas listas com seu terceiro álbum, The Whippoorwill, lançado em agosto de 2012, alcançando a 40° colocação do ranking da Billboard 200. O álbum foi lançado pela gravadora Southern Ground. Em 26 de agosto de 2012, a banda se apresentou em um evento de caridade chamado Boot Ride com a participação elenco do seriado Sons of Anarchy, em parceria com The Boot Campaign em Hollywood, Los Angeles.
Em 12 de novembro de 2014, eles apareceram entre muitos outros artistas (Trace Adkins, Warren Haynes, Peter Frampton, Gregg Allman) durante um show em homenagem a Lynyrd Skynyrd, em Atlanta.
Eles mudaram a gravadora para a Rounder Records em 2014 e lançaram o álbum Holding All the Rose no início de 2015, alcançando o primeiro lugar na parada de álbuns country da Billboard. O grupo passou grande parte do verão de 2016 em turnê, acompanhado da banda Gov't Mule.
A banda lançou seu quinto álbum de estúdio, Like an Arrow, com Gregg Allman, em 14 de outubro de 2016, por meio de sua própria gravadora. O álbum alcançou o primeiro lugar nas paradas Billboard Country dos EUA e Americana/Folk, bem como nas paradas de Rock do Reino Unido e Álbuns Independentes durante a semana de lançamento. A banda lançou seu sexto álbum de estúdio, Find A Light, em 19 de dezembro de 2018.
Em 2019, a banda lançou pela Earache Records um álbum ao vivo e um filme Homecoming: Live in Atlanta, gravado em seu evento anual Brothers And Sisters Holiday Homecoming.
Em 28 de maio de 2021, seu álbum You Hear Georgia é lançado, o qual se manteve em primeiro lugar na Billboard Americana/Folk Chart. O álbum, produzido por Dave Cobb, vendeu mais de 33 mil cópias na primeira semana. O álbum também acumulou quase 1 milhão de streams em sua semana de estreia, e também conta com participações de Jamey Johnson e Warren Haynes. Em março de 2024, a banda anunciou que o baterista Brit Turner havia morrido após ser diagnosticado, em 2022, com glioblastoma, um tipo de tumor que afeta o Sistema Nervoso Central.

## Membros
Membros atuais
Charlie Starr (Gray) – vocal e guitarra (2000-presente)
Richard Turner – baixo e backing vocals (2000-presente)
Paul Jackson – guitarra e backing vocals (2000-presente)
Brandon Still – teclado (2009-presente)
Benji Shanks – guitarra, bandolim e dobro (2018-presente)
Membros em turnê
Kent Aberle – bateria, percussão (2022–presente)
Ex-integrantes
Brit Turner - bateria (2000–2024)
Preston Holcomb – percussão (2018–2024)

## Discografia de estúdio
| Título                  | Detalhes                                                                    | Posição | Posição     | Posição       | Posição  | Posição   | Posição  | Posição | Posição | Vendas       |
| Título                  | Detalhes                                                                    | USA     | USA Country | USA Americana | USA Heat | USA Indie | USA Rock | UK      | UK Rock | Vendas       |
| ----------------------- | --------------------------------------------------------------------------- | ------- | ----------- | ------------- | -------- | --------- | -------- | ------- | ------- | ------------ |
| Bad Luck Ain't No Crime | - Lançamento: 7 de janeiro de 2003 - Gravadora: BamaJam                     | —       | —           | —             | —        | —         | —        | —       | —       |              |
| Little Piece of Dixie   | - Lançamento: September 29, 2009 - Gravadora: BamaJam                       | —       | —           | —             | —        | —         | —        | —       | —       |              |
| The Whippoorwill        | - Lançamento: 14 de agosto de 2012 - Gravadora: Southern Ground             | 40      | 8           | 30            | 10       | 12        | —        | 30      | 2       | - US: 51,000 |
| Holding All the Roses   | - Lançamento: 10 de fevereiro de 2015 - Gravadora: Rounder Records          | 29      | 1           | —             | —        | 7         | —        | 17      | 1       | - US: 49,600 |
| Like an Arrow           | - Lançamento: 14 de outubro de 2016 - Gravadora: 3 Legged                   | 12      | 1           | —             | 2        | 3         | —        | 8       | 1       | - US: 48,000 |
| Find a Light            | - Lançamento: 6 de abril de 2018 - Gravadora: 3 Legged                      | 31      | 3           | —             | 2        | 6         | —        | 12      | 1       | - US: 31,300 |
| You Hear Georgia        | - Lançamento: 28 de maio de 2021 - Gravadora: 3 Legged / Thirty Tigers      | 55      | 5           | 1             | 6        | 7         | —        | 17      | —       |              |
| Be Right Here           | - Lançamento: 16 de fevereiro de 2024 - Gravadora: 3 Legged / Thirty Tigers | 135     | 26          | 9             | —        | 24        | 23       | 31      | —       |              |